# Sindicat Agrícola (Ciutadilla)
El Sindicat Agrícola és una obra modernista de Ciutadilla (Urgell) inclosa a l'Inventari del Patrimoni Arquitectònic de Catalunya.

## Història
L'edifici va ser projectat per l'arquitecte Cèsar Martinell i Brunet. Conserva el molí d'oli de la Cooperativa, que està en funcionament.